# Primeira Guerra Civil Islâmica
A Primeira Guerra Civil Islâmica (656-661), também chamada de Primeira Fitna, foi a primeira guerra civil dentro do Califado Islâmico. Iniciou por conta da morte de Otomão, o Califa anterior.
A Fitna começou como uma série de revoltas contra Ali, o quarto e último dos califas do Califado Ortodoxo e primeiro imame Xiita. Foi causada pelo controverso assassinato de seu antecessor Otomão, durou  a totalidade do reinado de Ali e terminou com a ascensão de Moáuia I, o primeiro Califa Omíada e o subsequente tratado de paz assinado entre ele e Haçane ibne Ali, o filho mais velho de Ali.

## Antecedentes
A Fitna surgiu de uma disputa no final do reinado de Otomão o terceiro califa. Otomão foi cercado em sua casa por rebeldes e desordeiros, culminando em seu assassinato, em julho de 656. A principal razão para a insatisfação com Otomão foram suas nomeações de membros da família como governadores nas principais províncias islâmicas. Ali foi então escolhido como o quarto califa.

## Batalha do Camelo
A primeira facção a se opor a Ali foi a liderada por Talhah, Zobair ibne Alauame, e a esposa de Maomé Aixa. Primeiro, eles se reuniram em Meca, em seguida, mudaram-se para Baçorá com a expectativa de encontrar as forças e os recursos necessários para mobilizar outras pessoas proeminentes contra Ali. Os rebeldes acamparam perto de Baçorá, e as primeiras discussões e protestos rapidamente escalaram para a violência, levando à perda de vidas em ambos os lados.
Quando Ali pediu-lhes obediência e uma promessa de fidelidade, eles se recusaram. Ali tentou negociar com Aisha, a esposa muito respeitada de Maomé, mas ela recusou. As duas partes se encontraram na Batalha do Camelo, em 656, onde Ali saiu vitorioso.

## Batalha de Sifim
Mais tarde, Ali foi desafiado por Moáuia I, o governador do Levante e  primo de Otomão, que recusou as exigências de Ali de lealdade e clamou vingança pela morte de Otomão. Ali tentou negociar na esperança de obter sua lealdade, mas Moáuia insistiu na autonomia do Levante sob seu domínio. Ele então mobilizou seus guerreiros recusando-se a prestar homenagem a Ali, sob o pretexto de que seu grupo não havia participado da eleição de Ali. Os dois exércitos acamparam em Sifim, às margens do rio Eufrates, por mais de cem dias, sendo a maior parte do tempo gasta nas negociações. Embora Ali tenha trocado várias cartas com Moáuia, não foi capaz de persuadi-lo a jurar lealdade e nem dissuadi-lo de sua revolta. Escaramuças entre as partes levaram à Batalha de Sifim em 657. Uma semana de combate culminou com uma violenta batalha conhecida como a "Laylat al-Harir" (a "noite do clamor").
O exército de Moáuia estava a ponto de ser derrotado quando Anre ibne Alas aconselhou Moáuia de que seus soldados amarrassem mushafs (pergaminhos inscritos com versículos do Alcorão) nas pontas das lanças para causar discórdia e confusão no exército de Ali, o que resultou em muitas das tropas de Ali concordassem com o pedido de Moáuia para que o conflito fosse resolvido através de arbitragem. Esta foi a primeira batalha que Al-Abbas, o filho de Ali, participou.

## Arbitragem
Os dois exércitos finalmente concordaram em resolver a questão de quem devia ser o califa por arbitragem. A recusa do maior bloco do exército de Ali de lutar foi o fator decisivo para sua aceitação da arbitragem. A questão de saber se o árbitro representaria Ali ou seus aliados, os cufanos, causou uma divisão ainda maior no exército de Ali. Alaxate ibne Cais e alguns outros candidatos rejeitaram as nominações de  Ali, de escolher Abedalá ibne Abas e Maleque Alastar, e insistiram na escolha de Abu Muça Axari, que inicialmente se opusera a Ali. Depois de muitos debates Ali foi forçado a aceitar Abu Musa para representar o seu grupo.

## Batalha de Naravã
Os carijitas (cismáticos), que inicialmente tinham forçado Ali a aceitar Abu Muça Axaari na arbitragem, ficaram descontentes quando o resultado da arbitragem foi o que eles acreditavam ser um engodo perpetrado por Anre ibne Aas contra Abu Musa, principalmente quando este, do em nome da arbitragem, declarou seu apoio ao califado de Moáuia. Como os carijitas viram que que o resultado da arbitragem não lhes favorecia, se rebelaram contra Ali e contra a decisão de Ali de ceder ao pedido deles mesmos por uma arbitragem. O conflito novamente se tornou violento quando eles começaram a matar os seguidores de Ali, inclusive mulheres. Sem se render aos ataques diretos, Ali foi forçado a lutar contra os carijitas na Batalha de Naravã.[carece de fontes?]

## Perda de todas as províncias exceto Cufa
O exército de Moáuia invadiu e ocupou muitos territórios e cidades sem que os governadores de Ali pudessem evitar. É possível que, em muitos casos, a população não apoiava Ali, ou se recusava a se opor a Moáuia, que passou a dominar o Egito, Iêmen e outras áreas em pouco tempo.

## Últimos dias de Ali
No dia 19 do Ramadã, enquanto Ali estava rezando na Mesquita de Cufa, o carijita Abd-al-Rahman ibn Muljam o assassinou com um golpe de uma espada envenenada. Ali viveu mais dois dias, morrendo no dia 21 do Ramadã na cidade de Cufa no ano de 661.

## Califado de Haçane
Com a morte de Ali, os muçulmanos de Cufa se aliaram a seu filho mais velho Haçane ibne Ali sem oposição.